# پلوتس
پلوتس (انگلیسی: Plautus; c. ۲۵۴ BC – 184 BC) نمایش‌نامه‌نویس و نویسنده اهل جمهوری روم بود.
پلوتس بین سال‌های 251 تا 244  در سارسینا خانواده‌ای از بردگان به دنیا آمد. در سنین جوانی وارد یک گروه نمایشی شد و شروع به سفر کرد و بعد ها در رم سکنی گزید.